# Levi Strauss & Co.
Levi Strauss & Co. (произносится Ливай Страусс энд Кампани) — американская компания, производитель одежды (в первую очередь джинсовой) и обуви. Штаб-квартира — в Сан-Франциско.

## История
В 1853 году, во время калифорнийской золотой лихорадки, Ливай Страусс и его двоюродный брат Дэвид Штерн открыли в Сан-Франциско галантерейный магазин Levi Strauss & Co. Вскоре, заметив спрос на прочные штаны среди золотоискателей, предприятие Страусса начало шить штаны из парусины, окрашенной индиго. Впоследствии вместо парусины штаны начали шить из более мягкой французской ткани, на рулонах которой было написано «Serge de Nime» («саржа из Нима)». Золотоискатели сократили её название до слова «деним».
В 1872 году российский эмигрант еврейского происхождения Джэйкоб Дэвис из города Рино (Невада), который работал портным, придумал закреплять карманы штанов металлическими заклёпками. Он предложил Ливаю Страуссу совместно запатентовать эту разработку, на что тот согласился. Страусс и Дэвис получили патент на применение металлических заклёпок на одежде 20 мая 1873 года. Заклёпки на задних карманах позднее пришлось заменить усиленным швом — они царапали седло и портили мебель. В том же 1873 году компания Страусса открыла фабрику по пошиву штанов (до этого портные шили одежду на дому). В первый год Страусс продал 21 000 пар штанов и курток с медными заклёпками.

Сувенирный лейбл фирмы для посетителей фабрики в Сан-Франциско

В 1886 году появился знаменитый кожаный лейбл с двумя лошадьми, безуспешно пытающимися разорвать брюки. В 1890 году Ливай Страусс начал присваивать своей продукции номера; штанам с медными заклёпками достался номер «501». Также в 1890 году компания Levi Strauss & Co. была формально зарегистрирована и выпустила 18 тыс. акций, распределённых между родственниками и рабочими.
Ливай Страусс умер 26 сентября 1902 года. Компания Levi Strauss & Co. перешла по наследству племянникам. В 1906 году землетрясение разрушило как главный офис компании, так и фабрику. В 1912 году компания представила новый продукт — детский комбинезон Koveralls. Благодаря широкой рекламной кампании он стал первым продуктом Levi Strauss & Co., который начал продаваться по всей стране, в то время как джинсы оставались одеждой рабочих западных штатов.
В 1921 году развитие компании получило новый импульс благодаря приходу Уолтера Хааса, зятя одного из племянников Страусса. Хаас наладил массовое производство джинсов, в 1922 году прежняя модель 501 была дополнена петлями на поясе для ремня. К 1929 году на джинсы приходилось 70 % продаж Levi Strauss & Co. Великая депрессия сильно сказалась на компании, к 1932 году продажи упали в половину, фабрика перешла на трёхдневную рабочую неделю. Однако к середине 1930-х годов спрос на джинсы начал расти. В 1936 году на заднем кармане штанов появился фирменный знак Levi's. Со вступлением США во Вторую мировую войну джинсы были объявлены правительством стратегическим ресурсом, на который имели право только рабочие оборонных предприятий. Такое ограничение способствовало дальнейшему росту популярности. К концу войны у Levi Strauss & Co. уже было 5 фабрик по производству джинсов.
В начале 1950-х годов компания полностью перешла на производство джинсов Levi’s. Началась активная рекламная кампания, направленная, в первую очередь, на молодёжь. Джинсы Levi’s появоялись в ряде голливудских фильмов, их носили такие актёры, как Марлон Брандо и Джеймс Дин. В 1954 году была запущена линия облегчённых штанов Lighter Blues, а в 1955 году на джинсах впервые появилась молния. В 1960-х годах компания начала расширять модельный ряд: выпускались джинсы различных цветов, из стрэтч-денима, вельвета и несминаемой ткани. В 1965 году деятельность была расширена на Европу. А 1966 году было создано подразделение женской одежды. К 1968 году оборот компании достиг 200 млн долларов. В 1960-х годах джинсы Levi’s стали одним из символов бунтарской молодёжи, контркультуры и таких движений, как скинхеды и гризеры.
В 1971 году Levi Strauss & Co. провела размещение акций на бирже, поскольку компании не хватало своих средств на расширение производства; к этому времени она работала в 50 странах. Первые проблемы появились в 1973 году, когда на складах в Европе скопилось большое количество вышедших из моды прямых джинсов; списание товара на 12 млн долларов привело к первому убыточному кварталу со времён Великой депрессии и стало причиной резкого падения курса акций. Тем не менее, в 1974 году оборот впервые достиг 1 млрд долларов, а в 1979 году — 2 млрд долларов. К 1977 году Levi Strauss & Co. стала крупнейшим производителем одежды в мире. Рост отчасти обеспечивало поглощение других производителей одежды, включая Great Western Garment Co. (джинсовая одежда, 1961 год), Koracorp Industries (спортивная одежда, 1979 год) и Santone Industries (мужская одежда, 1981 год).
В 1980-х годах спрос на джинсы начал падать. Для поддержания продаж компания заключила соглашения с несколькими сетями универмагов, включая JCPenney и Sears, но в 1982 году пришлось закрыть сразу 9 фабрик (из 60). В 1984 году компания потратила 40 млн долларов на рекламу на Олимпийских играх в Лос-Анджелесе, но прибыль продолжала падать. В 1985 году семья Хаас выкупила акции за 1,45 млрд долларов, сделав компанию частной. В 1986 году был запущен бренд мужских штанов Dockers; в сочетании с расширением географии деятельности это позволило увеличить оборот к 1990 году до 4 млрд долларов. В 1991 году компания оказалась в центре скандала в связи с производством одежды на Северных Марианских Островах: пошитые там джинсы продавались как сделанные в США, хотя их производили мигранты в условиях, близких к рабским. В 1990-х годах компания начала развивать собственную розничную сеть, в частности, в 1993 году открыла флагманский магазин на Манхэттене. В то же время, компания перешла на аутсорсинг производства, в 2004 году были закрыты последние две фабрики в США. Рекордный размер выручки был достигнут в 1997 году — 7,1 млрд долларов.
В марте 2019 года компания вновь провела размещение акций. В августе 2021 года был куплен бренд спортивной одежды Beyond Yoga.

## Собственники и руководство
Компанией выпущены акции двух классов. Акции класса A котируются на Нью-Йоркской фондовой бирже; акции класса B на бирже не обращаются, а распределены между 247 акционерами, основная часть акций принадлежит семье Хаас. По состоянию на 2025 год крупные пакеты акций класса A имели инвестиционные компании Vanguard Investments Australia Ltd. (8,44 %), Fidelity Management & Research Co. LLC (7,25 %), Wellington Trust Co., NA (6,38 %), Capital Research & Management Co. (6,34 %), а также Чарльз Берг (Charles Bergh), генеральный директор с 2011 по 2023 год (5,56 %). Акции класса B имели Margaret E. Haas (14,23 %), Miriam Haas (14,03 %), Robert Haas (12,21 %), Peter Haas (7,981 %), Daniel S. Haas (7,847 %), Jennifer C Haas (7,011 %), Bradley J. Haas (6,786 %).
Руководство:
- Роберт Эккерт (Robert A. Eckert, род. в 1954 году) — председатель совета директоров с мая 2021 года, член совета директоров с 2010 года; ранее возглавлял компании Kraft Foods (1997—2000) и Mattel (2000—2011). Также партнёр в инвестиционной компании Friedman Fleischer & Lowe[англ.][11].
- Мишель Гасс (Michelle D. Gass, род. в 1968 году) — президент и генеральный директор (CEO) с начала 2024 года; до этого возглавляла сеть универмагов Kohl's[англ.][12].

## Деятельность
Компания разрабатывает дизайн и продаёт различную одежду, включая джинсы (61 % выручки), брюки, спортивные костюмы, футболки, рубашки, платья, пиджаки, обувь и галантерейные товары. Продукция под брендами компании продаётся в 50 тыс. торговых точек а 120 странах мира, включая 3400 брендовых магазинов. На собственную торговую сеть (1300 магазинов) приходится 30 % продаж, на торговлю через интернет — 10 %, остальное продаётся оптом торговым сетям. Почти вся продукция изготавливается контрактными производителями, 2 собственные фабрики находятся в Кейптауне (ЮАР) и Плоцке (Польша).
Подразделения Levi Strauss & Co. по состоянию на 2024 год:
- Америка — главный офис в Сан-Франциско, 58 % выручки, из них 43 % в США;
- Европа — главный офис в Брюсселе; 25 % выручки;
- Азия — главный офис в Сингапуре; 17 % выручки.

### Торговые марки

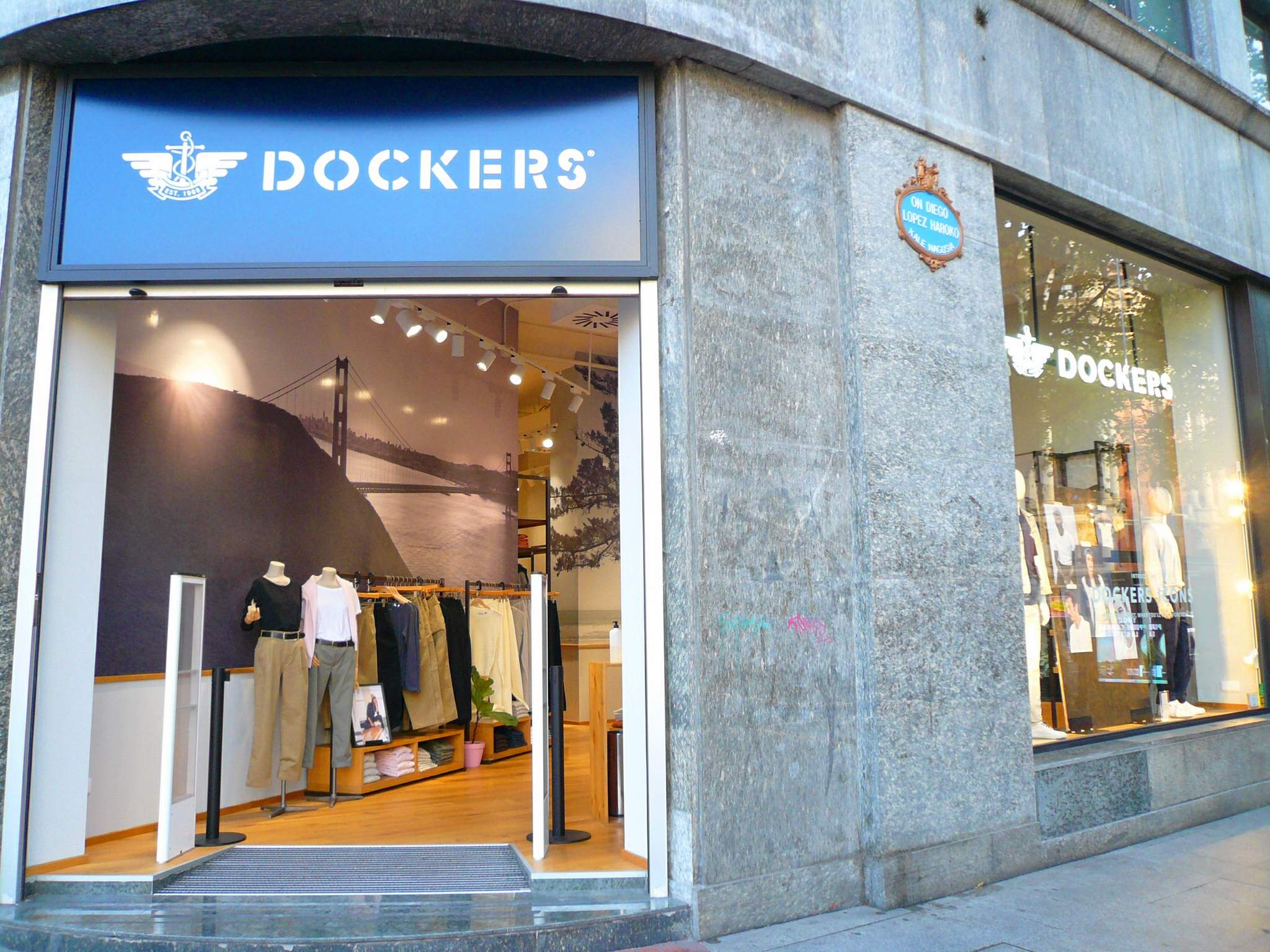
Магазин Dockers в Испании

Основные торговые марки Levi Strauss & Co. по состоянию на 2024 год:
- Levi's (произносится Ливайс[3]) — основной бренд, созданный в 1873 году, остаётся самым продаваемым брендом джинсов в мире[12]; 89 % продаж;
- Dockers — бренд создан в 1986 году, под ним выпускается одежда цвета хаки; 5 % продаж;
- Levi Strauss Signature — бренд создан в 2003 году для продажи в крупных розничных сетях Wal-Mart, Kmart и Target; 3 % продаж;
- Denizen — бренд недорогих джинсов, запущенный в 2011 году; 1 % продаж;
- Beyond Yoga — бренд повседневной и спортивной одежды, запущенный в 2005 году; 2 % продаж.